# گووبیکووکا
گووبیکووکا (به لاتین: Głobikówka) یک روستا در لهستان است که در گمینا بژوستک واقع شده‌است. گووبیکووکا ۲۳۰ نفر جمعیت دارد.